# Bowling tại Đại hội Thể thao Đông Nam Á 1983
Bowling tại Đại hội Thể thao Đông Nam Á (SEA Games) năm 1983 được tổ chức tại Jackie's Bowl Centre, Singapore từ ngày 29 tháng 5 đến ngày 3 tháng 6 năm 1983, với các nội dung dành cho cả nam và nữ. Kì đại hội này số nội dung của môn Bowling tăng lên thành 16 với 8 nội dung cho nam và 8 nội dung cho nữ. Đội chủ nhà Singapore đã đứng vị trí nhất toàn đoàn sau khi giành được 11 trong tổng số 16 huy chương vàng được trao.

## Bảng huy chương
| Hạng               | Đoàn               | Vàng | Bạc | Đồng | Tổng số |
| ------------------ | ------------------ | ---- | --- | ---- | ------- |
| 1                  | Singapore (SIN)    | 11   | 2   | 4    | 17      |
| 2                  | Philippines (PHI)  | 4    | 11  | 5    | 20      |
| 3                  | Thái Lan (THA)     | 1    | 2   | 3    | 6       |
| 4                  | Indonesia (INA)    | 0    | 1   | 1    | 2       |
| 5                  | Malaysia (MAS)     | 0    | 0   | 3    | 3       |
| Tổng số (5 đơn vị) | Tổng số (5 đơn vị) | 16   | 16  | 16   | 48      |

## Tóm tắt kết quả

### Nam
| Nội dung                     | Vàng                                    | Vàng           | Bạc                            | Bạc   | Đồng                | Đồng  |
| ---------------------------- | --------------------------------------- | -------------- | ------------------------------ | ----- | ------------------- | ----- |
| Cá nhân (6 lượt chơi)        | Samuel Ho                               | 1.267 pts      | Paeng Nepomuceno               | 1.265 | Paulus Poerwadi     | 1.240 |
| Cá nhân cao điểm (Masters)   | Ronnie Ng                               |                | Raul Reformado                 |       | Paeng Nepomuceno    |       |
| Cá nhân tổng điểm chung cuộc | Ronnie Ng                               | 5.129 pts      | Paeng Nepomuceno               | 4.916 | Foong Yet Hong      | 4.815 |
| Doubles                      | Surachai Kasemsiriroj Somsak Kruasingha | 2.482 pts      | Raul Reformado Ortega San Jose | 2.461 | Samuel Ho Ronnie Ng | 2.437 |
| Đội 3 người                  | Singapore                               | 1.857 pts      | Philippines                    | 1.824 | Singapore           | 1.808 |
| Đội 5 người                  | Singapore                               | 2.905 pts      | Philippines                    | 2.879 | Malaysia            | 2.792 |
| Bộ ba                        | Singapore                               | 3.620 pinfalls | Philippines                    | 3.549 | Singapore Malaysia  | 3.511 |
| Bộ 5                         | Singapore                               | 5.893          | Indonesia                      | 5.703 | Malaysia            | 5.702 |

### Nữ
| Nội dung                     | Vàng                    | Vàng           | Bạc                  | Bạc   | Đồng                     | Đồng  |
| ---------------------------- | ----------------------- | -------------- | -------------------- | ----- | ------------------------ | ----- |
| Cá nhân (6 lượt chơi)        | Delia Milne             | 1.185 pts      | Bong Coo             | 1.153 | Pranee Kitipongpithya    | 1.147 |
| Cá nhân cao điểm (Masters)   | Bec Watanabe            |                | Bong Coo             |       | Arianne Cerdeña          |       |
| Cá nhân tổng điểm chung cuộc | Bong Coo                | 4.612 pts      | Adelene Wee          | 4.592 | Pranee Kitipongpithya    | 4.502 |
| Đôi                          | Adelene Wee Delia Milne | 2.249 pts      | Orawan Nithinavakorn | 2.190 | Bong Coo Rita De La Rosa | 2.184 |
| Đội 3 người                  | Philippines             | 1.694 pts      | Singapore            | 1.687 | Philippines              | 1.602 |
| Đội 5 người                  | Singapore               | 2.760 pts      | Philippines          | 2.717 | Thái Lan                 | 2.673 |
| Bộ 3                         | Singapore               | 3.472 pinfalls | Philippines          | 3.378 | Philippines              | 3.369 |
| Bộ 5                         | Philippines             | 5.438          | Thái Lan             | 5.379 | Singapore                | 5.369 |